# Claustros de Santo Domingo
Los claustros de Santo Domingo son unos claustros de siglo XIII en Jerez de la Frontera (Andalucía, España).
Originariamente vinculados a la Iglesia de Santo Domingo, pasó a uso civil tras la desamortización de Mendizábal en el siglo XIX, y por tanto es gestionado de forma independiente y autónoma.
Constituye una de los joyas de arquitectura gótica de Andalucía y un espacio de uso cultural de primer orden en Jerez.

## Origen

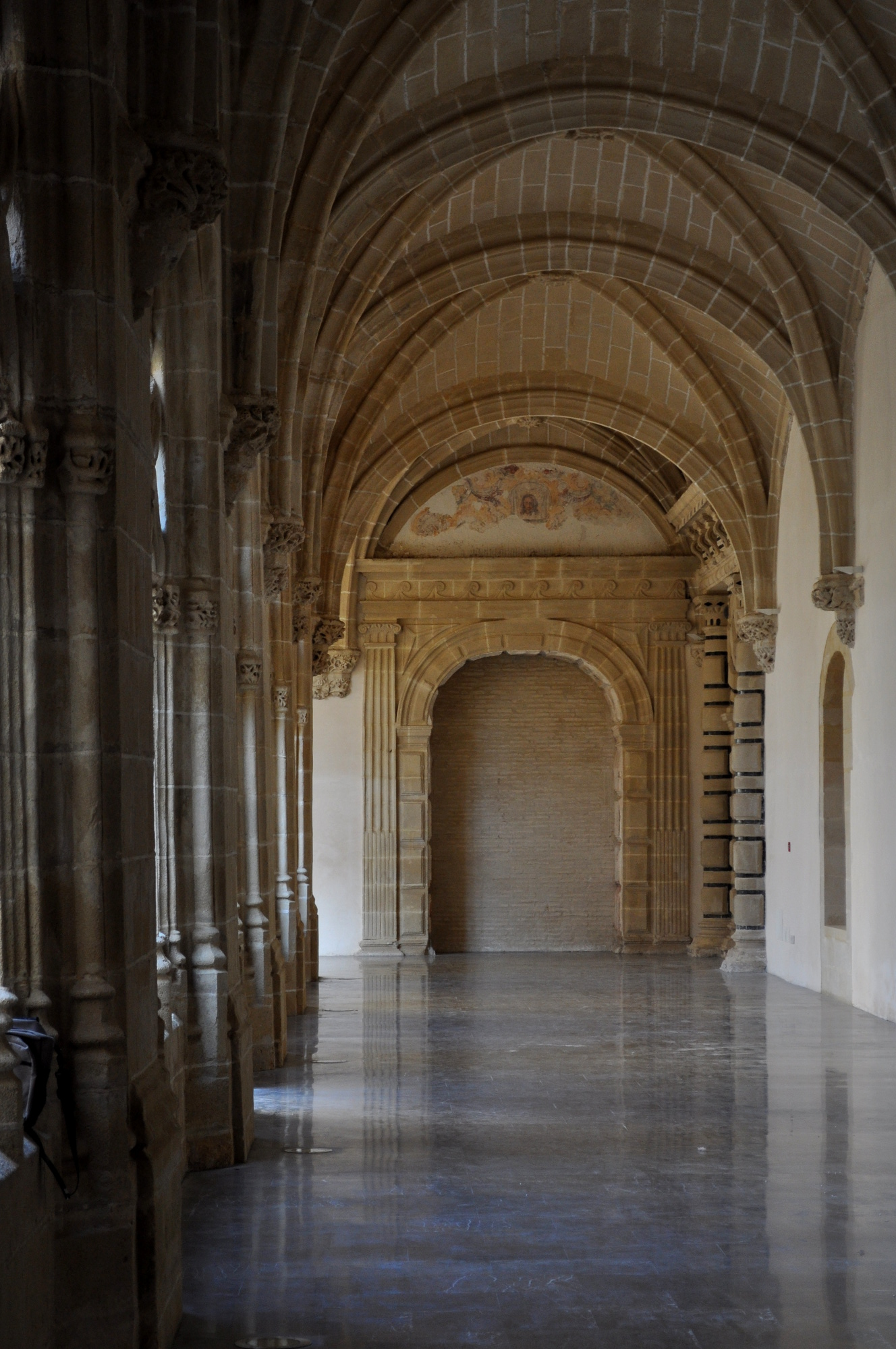
Puerta de Gracias en el Claustro Bajo

El origen de los claustros data de la fortificación almohade extramuros que el rey Alfonso X cedió a la orden dominica en 1264. Los dominicos fueron ampliando el complejo y en 1436 se comenzó la obra de los claustros, concluyendo en 1595. Como curiosidad, los dominicos realizaron un documento falso en el que, además del un campo y una huerta para construir el monasterio, se le concedían mil aranzadas de tierra divididas en dos, en Tabajete y Guadabajaque. Dicho documento, demostrado falso en el siglo XXI, parece ser que quería defender tierras de su propiedad pero no autenticadas.
En 1755 el convento, todavía en las afueras de la ciudad, poseía 100 bueyes y 136 vacas
La desamortización de Mendizábal supuso en 1835 la expulsión de los dominicos y la venta civil de dicho espacio.
En la conservación del monumento fue clave Salvador Díez y Pérez de Muñoz, que lo compró en 1908 y logró sustentarlo.
En 1983 pasó a ser propiedad municipal.

## Rehabilitación
Por daños en estructura, el edificio permaneció cerrado por rehabilitación de 1999 a 2012.
Dicha restauración no ha estado exenta de críticas
Durante las obras también ha habido hallazgos, como la aparición de unas 5.000 vasijas que ya están siendo catalogadas por personal del Museo Arqueológico.
El Claustro de la Enfermería aún se encuentra en rehabilitación
En 2019, se descubren un deambulatorio, muros originales del siglo XIII y una lápida a raíz de las obras de rehabilitación.

## Descripción
Los Claustros se definen con la clásica estructura cuadrada, con un patio central distribuidor de las dependencias.
El claustro se levanta en dos plantas y los pasillos están cubiertos por bóvedas de crucería simple. La planta superior es más sencilla, con arcadas rebajadas propias del siglo XVI.
Destacan:
- Claustro Alto: siglo XVIII.
- Dormitorio Bajo: siglo XVI habitación larga y estrecha en la que dormían los monjes.
- Dormitorio Alto.
- Refectorio: sala con bóveda renacentista.[12] Llegó a tener más de trescientos monjes.
- Oratorio de Diego de Ribadeneira: siglo XVI. La reja data de 1572.
- Portada Almohade: único resto visible del primitivo edificio islámico donado por Alfonso X a los dominicos tras la conquista de la ciudad en 1264.
- Confesionario: antiguos confesionarios del monasterio
- Puerta de Gracias y Sala Capitular

## Usos

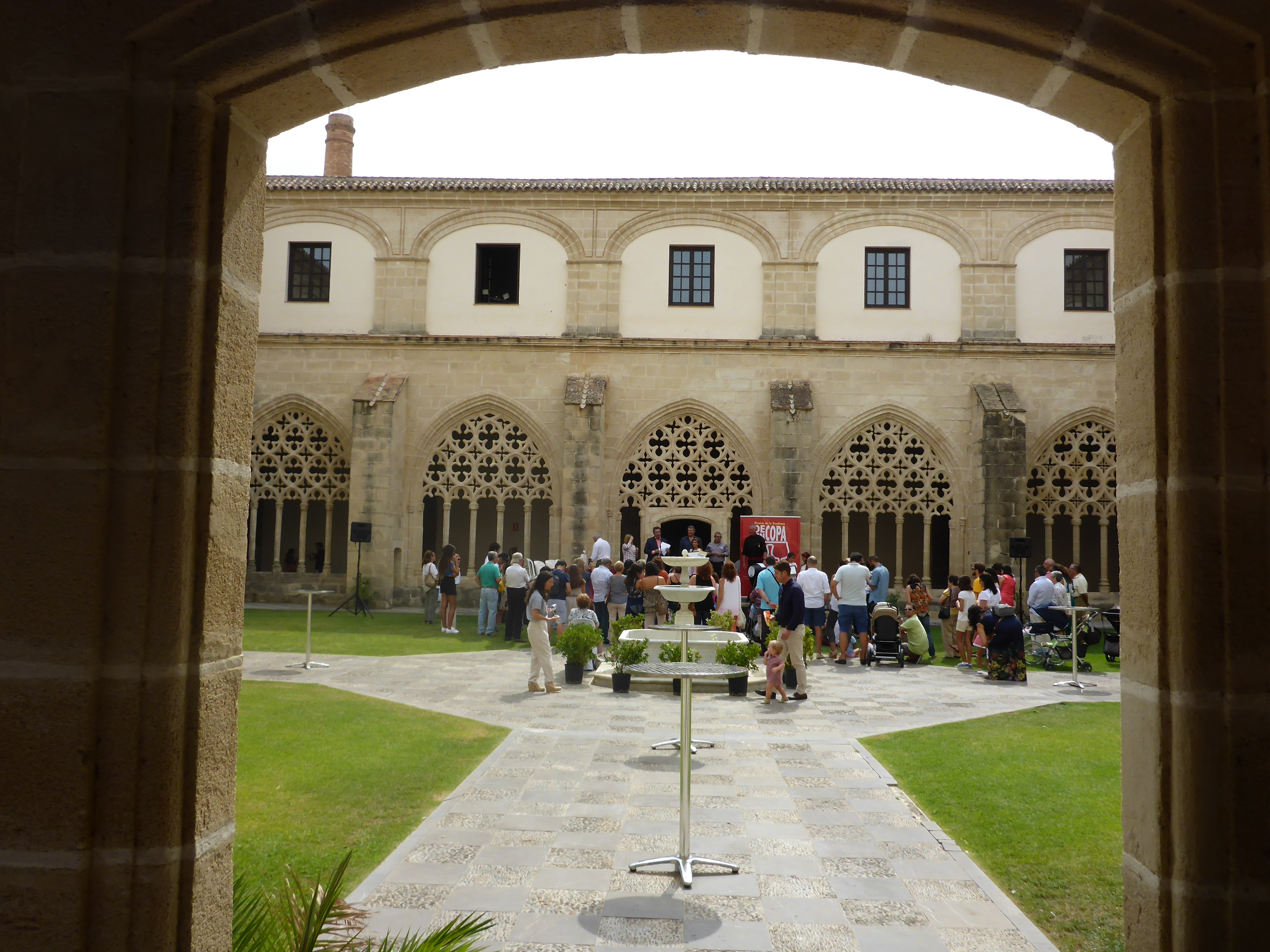
Evento "De Copa en Copa" 2017 en el patio de los Claustros

Entre sus usos más frecuentes ha sido la Feria del Libro de Jerez, conciertos, exposiciones, etc. y tras su restauración es sede de diversas exposiciones (estando en estudio si tener permanentemente la Pinacoteca Rivero) a pesar de oposiciones aunque sigue usándose para actos culturales diversos con gran afluencia de público
Está proyectado instalar en su primera planta un museo sobre la Semana Santa de Jerez de la Frontera.
Se ha usado para grabar diferentes películas y series, como The Crown en 2019.

## Galería

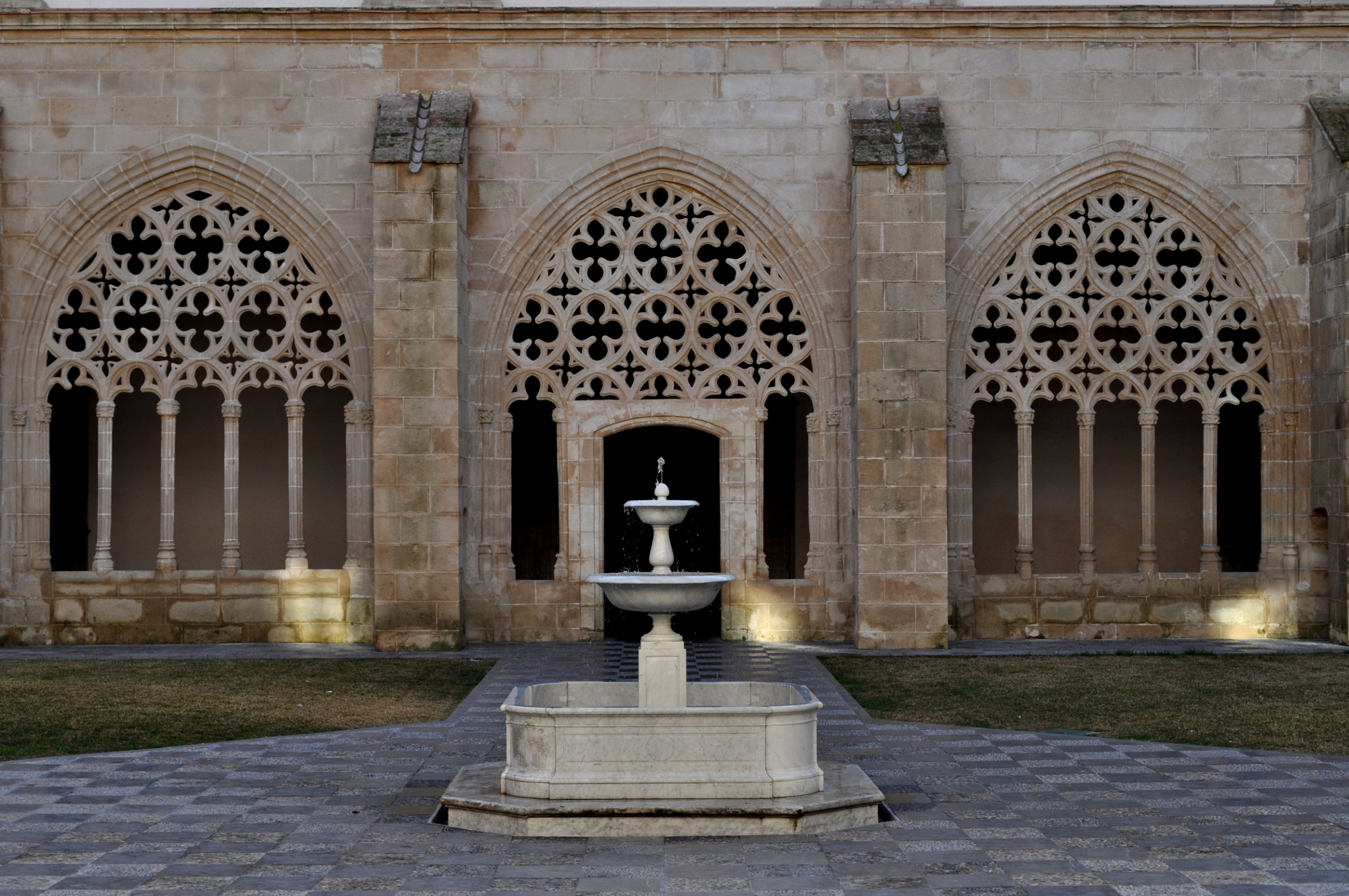
Detalle de la fuente
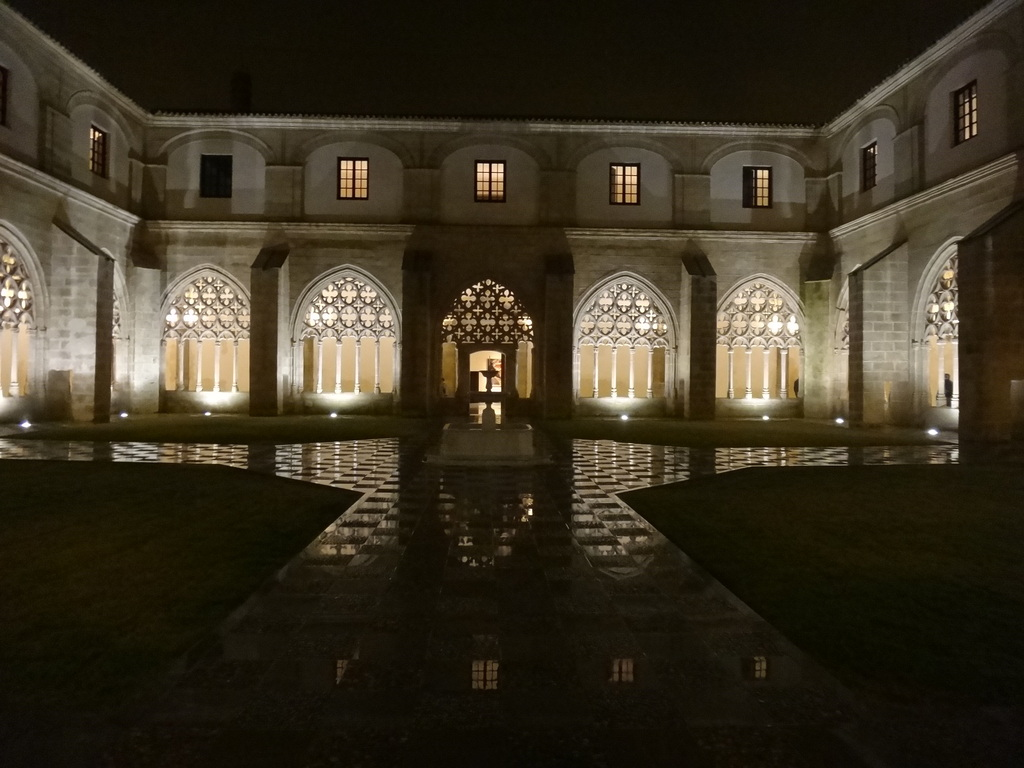
Patio de los Claustros de noche
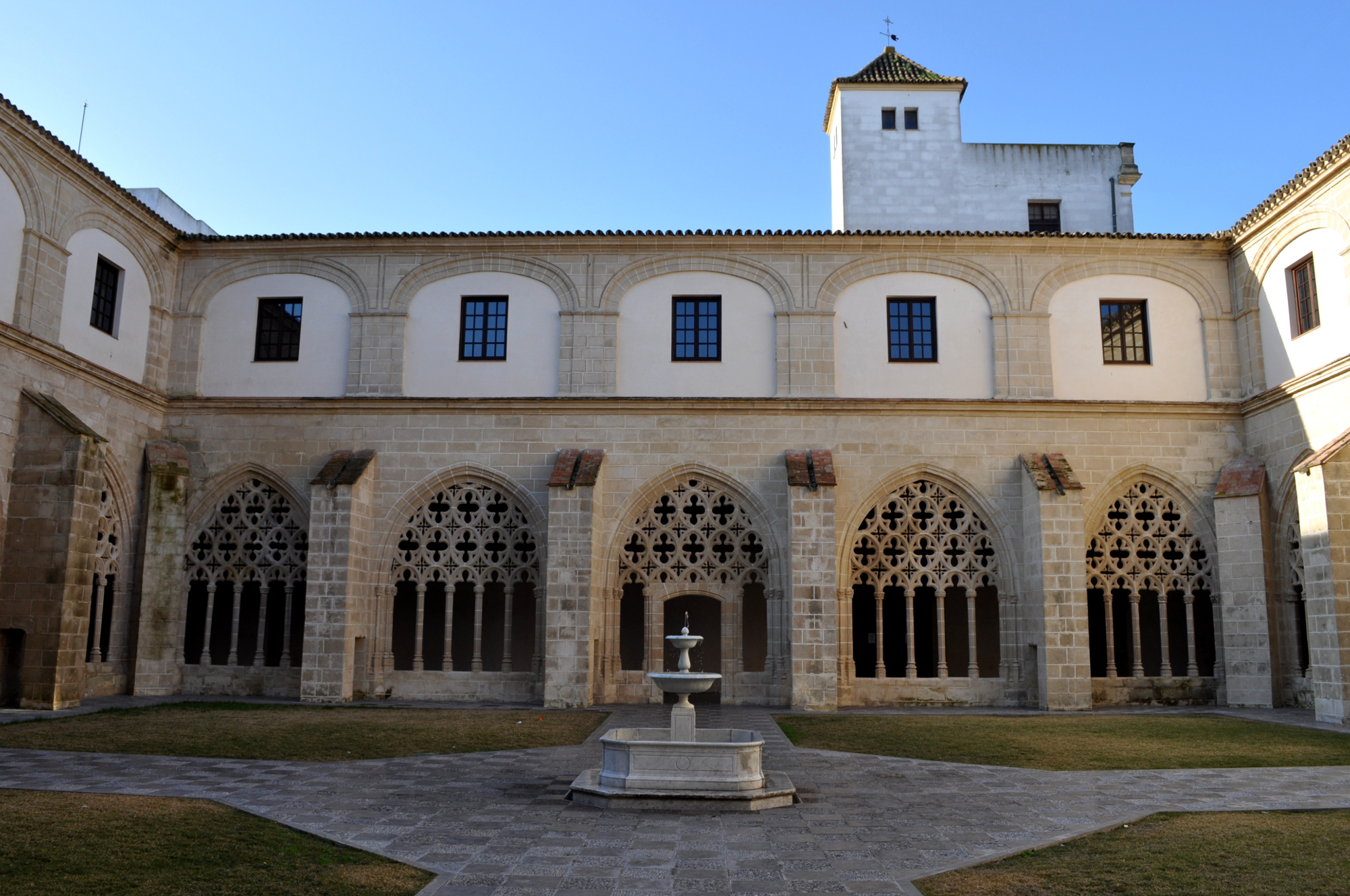
Patio de los Claustros de día
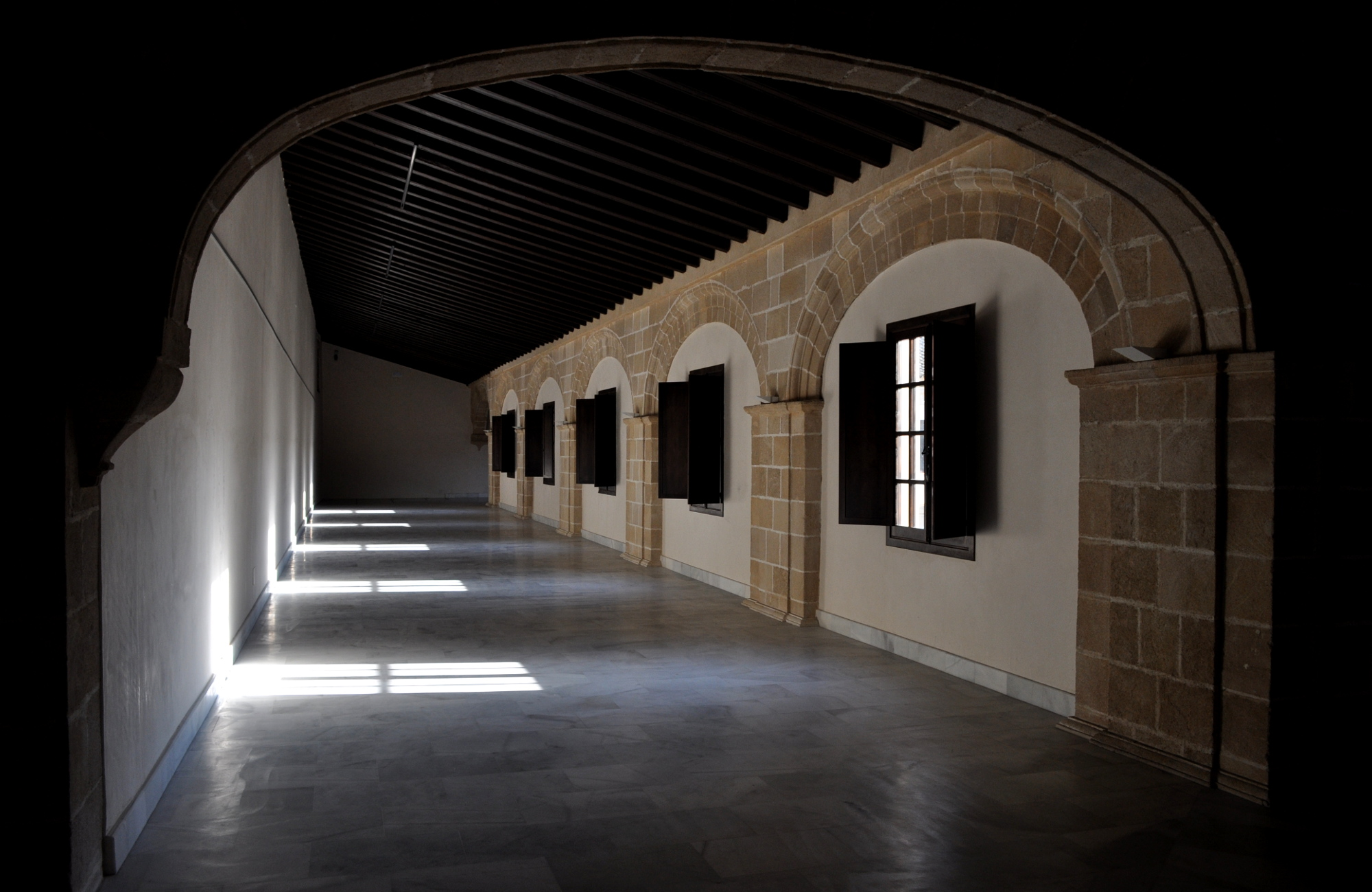
Claustro Alto
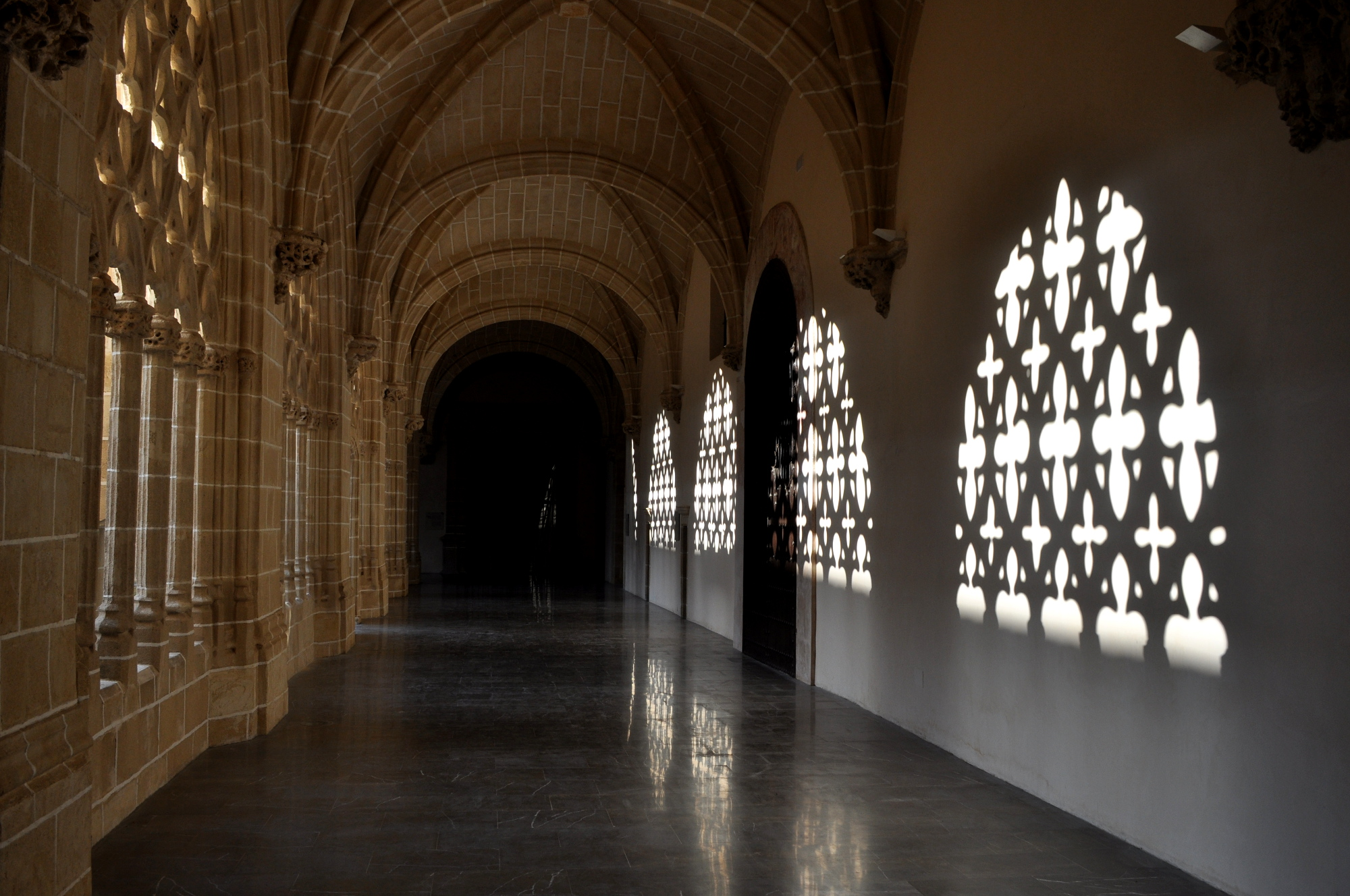
Claustro Bajo
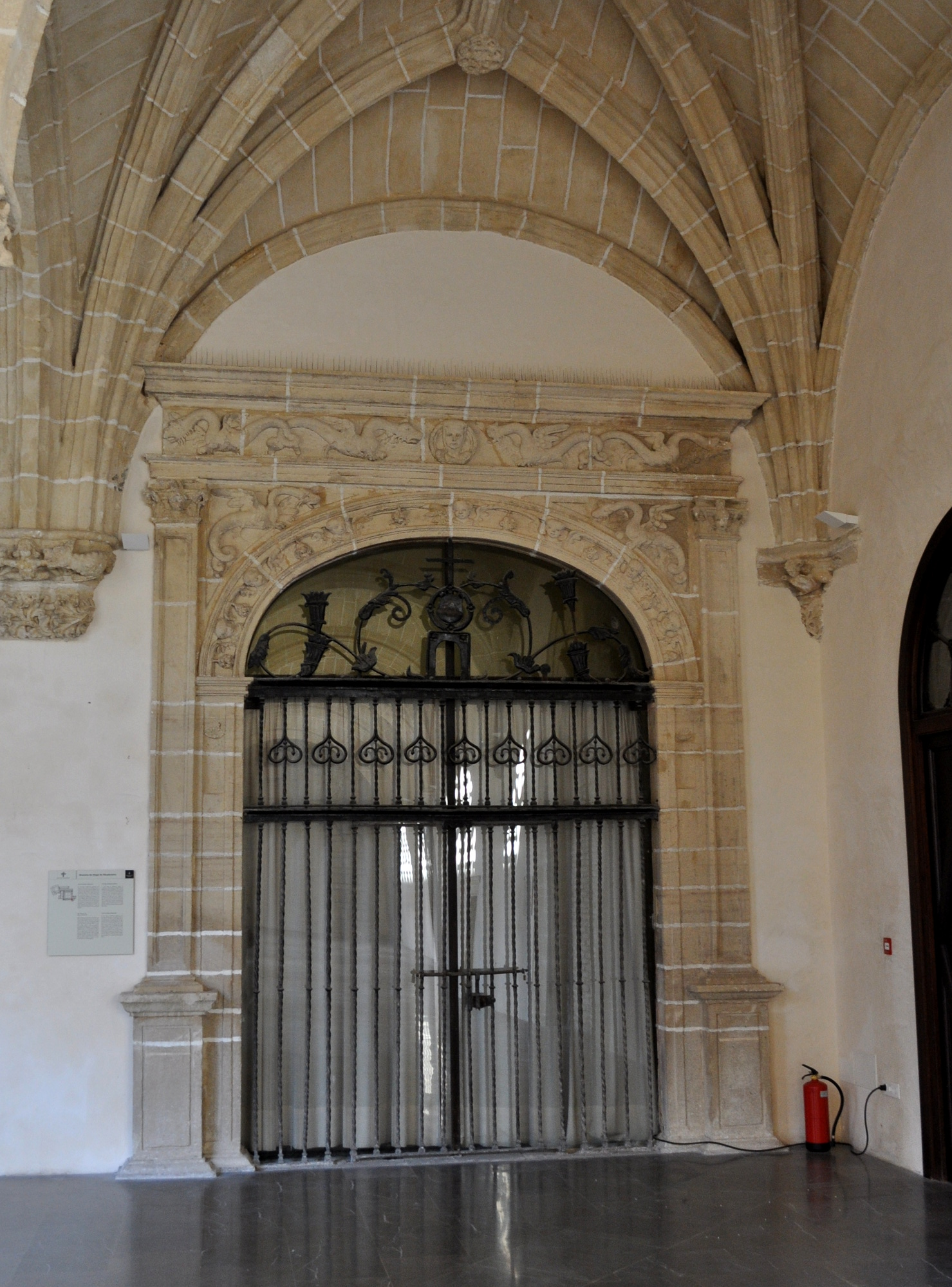
Oratorio de Diego de Ribadeneira
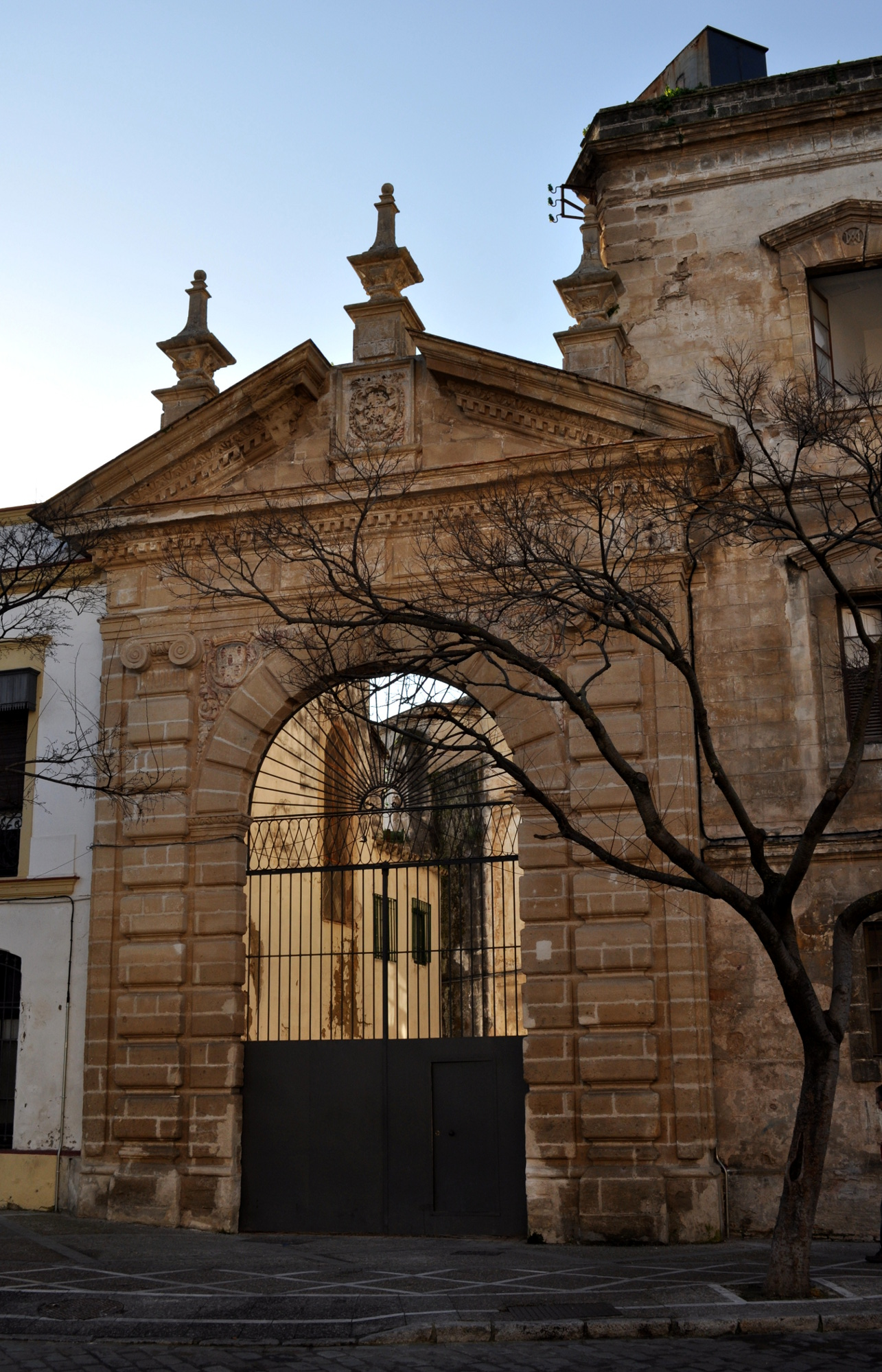
Puerta del Campo
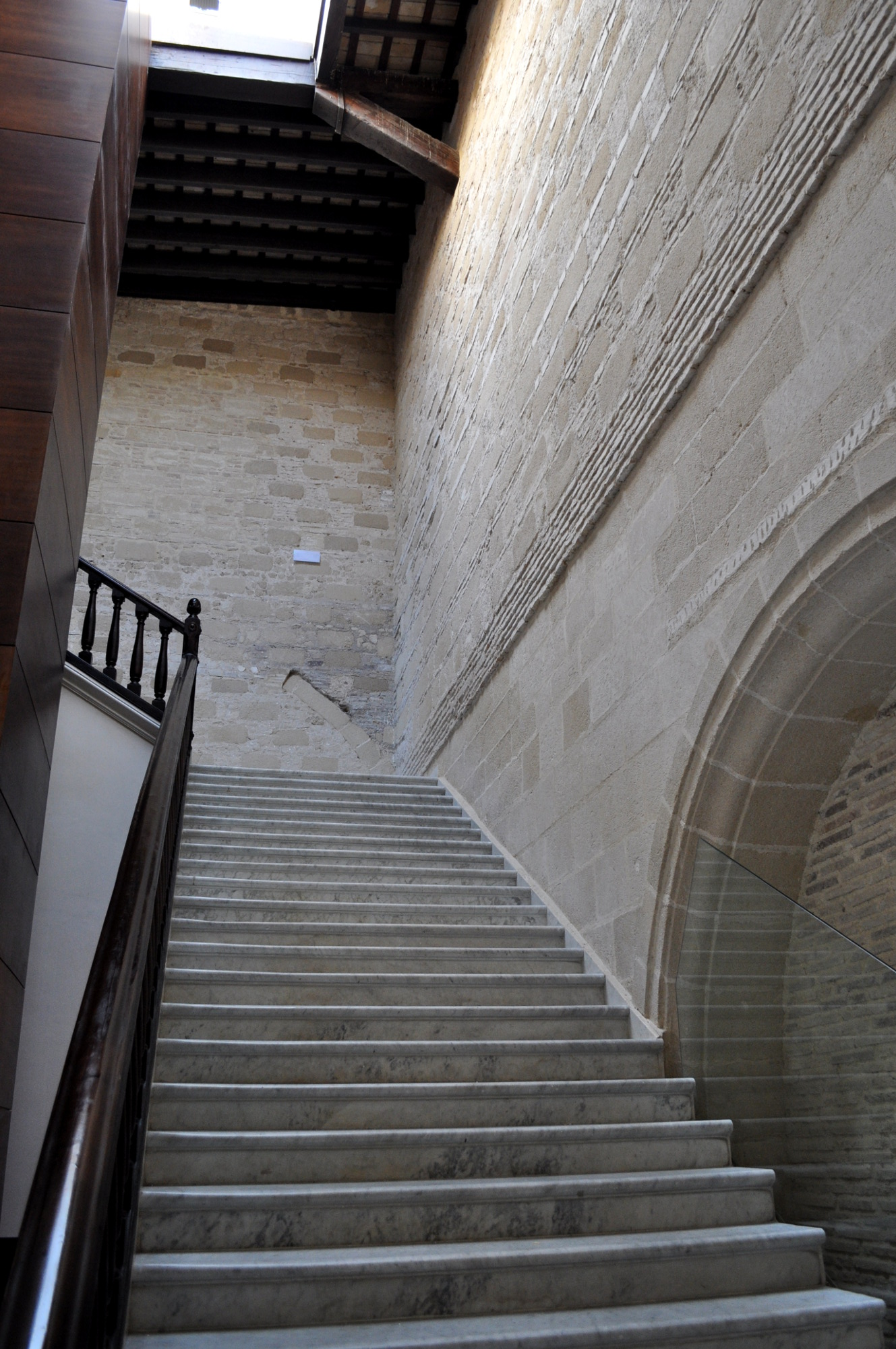
Escalera de acceso
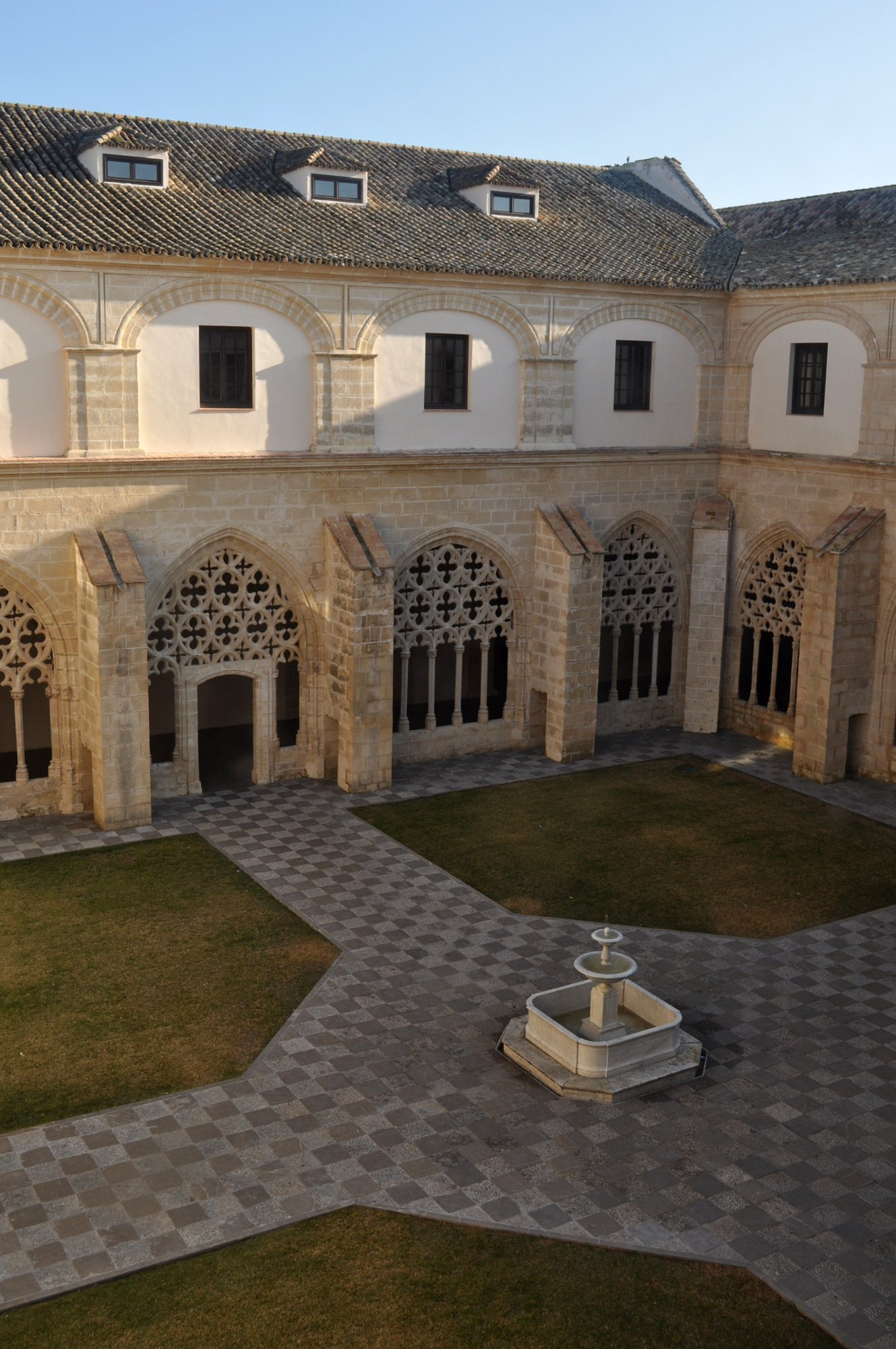
Patio visto desde arriba
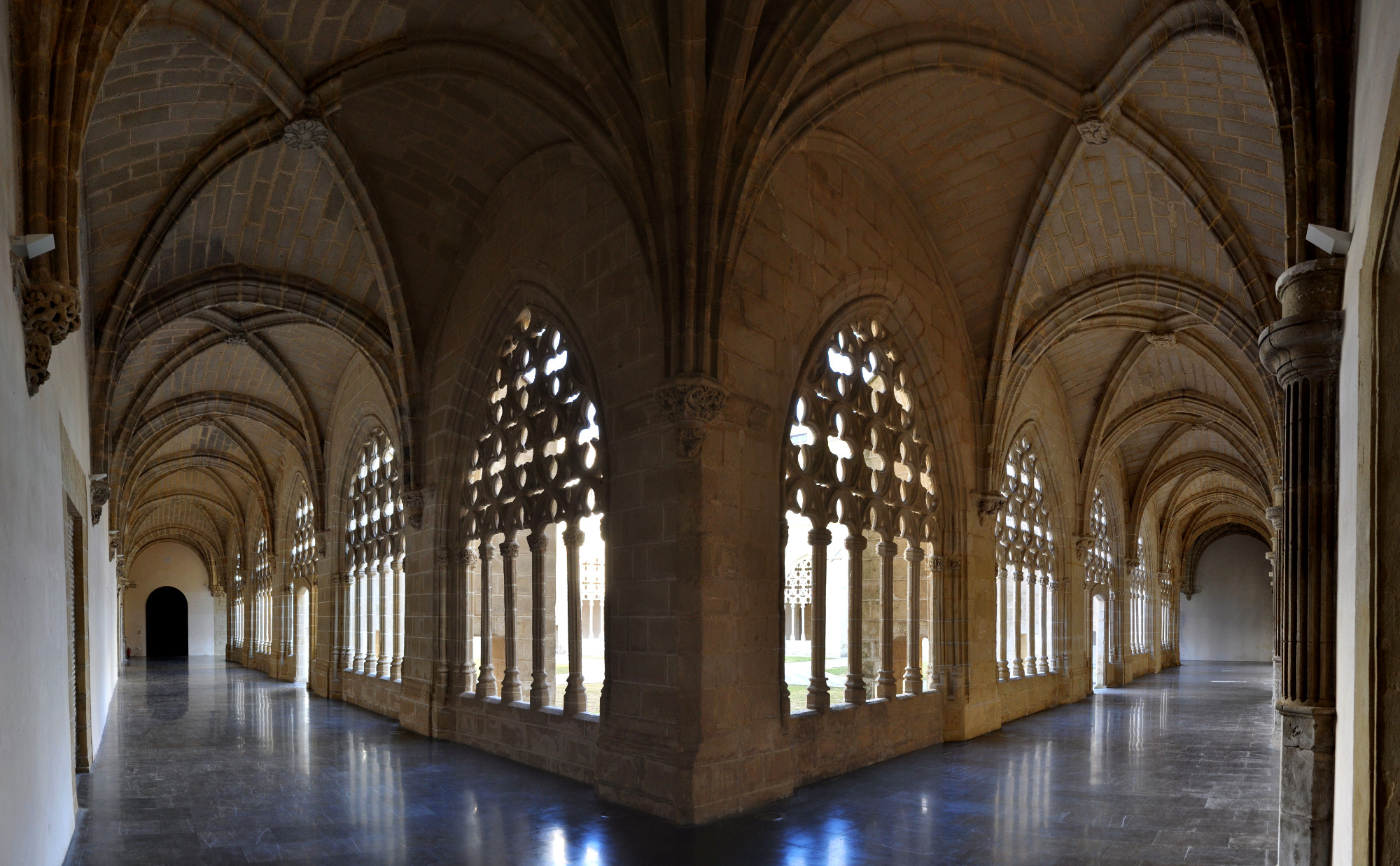
Panorámica del Claustro Bajo
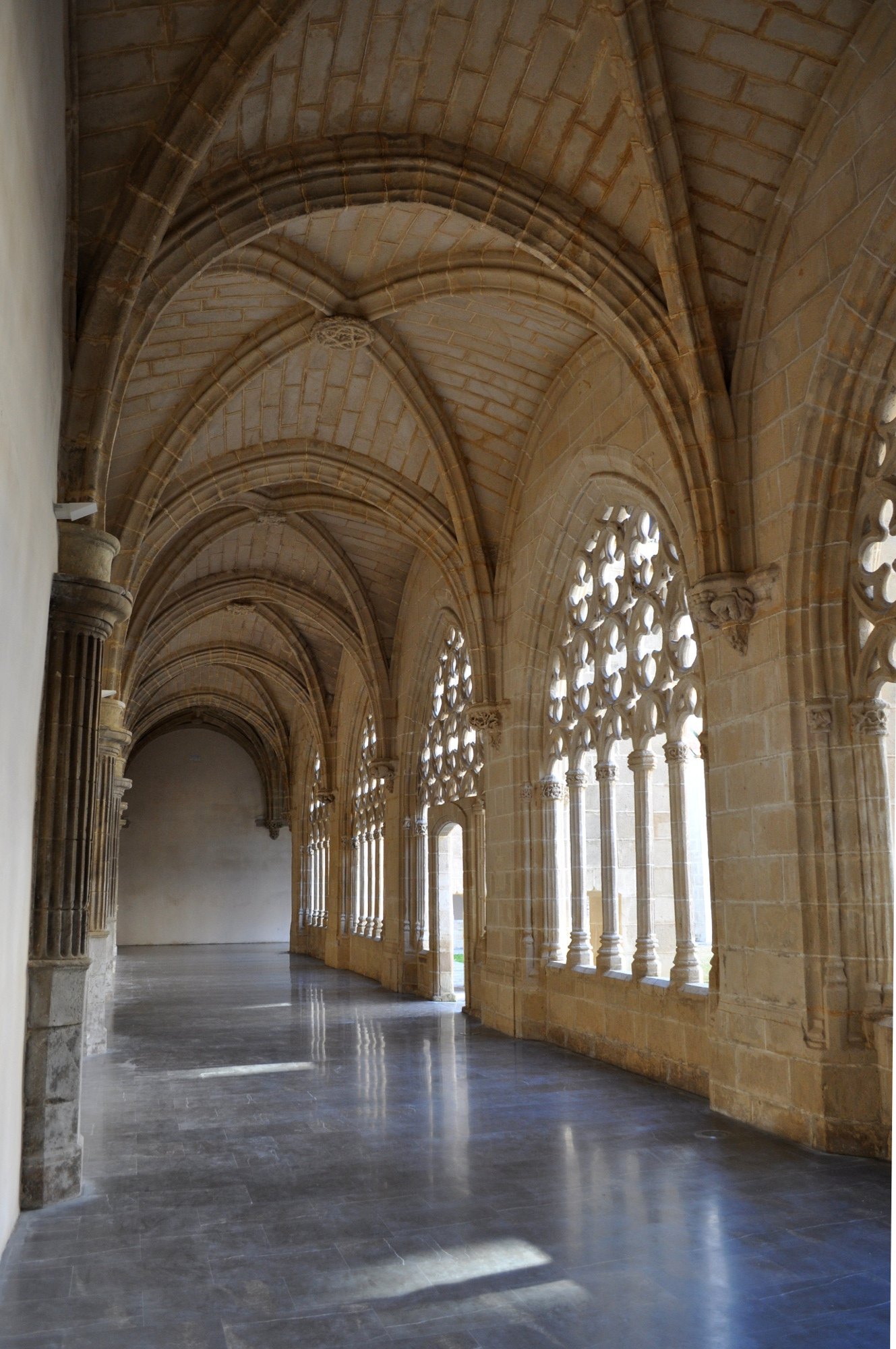
Detalle de las bóvedas